# Grekiska Fotbollsligan 2
Grekiska Fotbollsligan, tidigare känd som Gamma Ethniki, är den fjärde högsta fotbollsligan i Grekland. I ligan spelar 32 lag i två grupper (16 i varje grupp). Den 3 augusti 2010 ändrade ligan namn till Grekiska Fotbollsligan 2.